# Francisco António Wolfgango da Silva
Francisco António Wolfgango da Silva ComC • CvA • OA • GOA • MRDA (Goa, Goa Norte, Tisuadi, Pangim, 18 de Julho de 1864 - Goa, Goa Norte, Tisuadi, Pangim, 12 de Dezembro de 1947) foi um distintíssimo médico, militar e administrador colonial português.

## Família
Filho do Dr. Wolfgango Bernardo da Silva (Goa, Piedade, 1816 - Goa, Pangim, 22 de Outubro de 1888), e de sua mulher Leopoldina Gertrudes Barreto (Goa, Socorro - ?), neto paterno de Bernardo António Vicente Caetano da Silva e de sua mulher Ana Paula da Silveira, e neto materno de Joaquim Vicente Camilo Barreto e de sua mulher Luísa Filipa Neri Gomes, todos Goeses católicos.

## Biografia
Dr. Lente da Escola Médico-Cirúrgica de Goa, Capitão-Médico do Quadro de Saúde de Goa, Coronel-Médico Chefe dos Serviços de Saúde da Índia, Presidente do Instituto Vasco da Gama. Foi Membro do 32.º Conselho de Governo do Estado da Índia Portuguesa, na sucessão do Governador Francisco Manuel Couceiro da Costa, em 1917, Vogal do Conselho de Governo, etc. Cavaleiro e Oficial da Real Ordem Militar de São Bento de Avis durante a Monarquia, Medalha da Rainha D. Amélia de Prata [Expedição à] Índia, 1895, a 6 de Novembro de 1922 foi feito Grande-Oficial da Ordem Militar de São Bento de Avis e a 21 de Abril de 1932 foi feito Comendador da Ordem Militar de Nosso Senhor Jesus Cristo.

## Casamento e descendência
Casou em Goa, Goa Norte, Tisuadi, Pangim, a 25 de Janeiro de 1896 com D. Maria Filomena da Conceição Correia de Noronha (Goa, Goa Norte, Tisuadi, Pangim, Nova Goa, 14 de Dezembro de 1870 - Goa, Pangim, 4 de Agosto de 1941), filha do 2.º Senhor de Maém e Nerul, 1.º Visconde de Maém e 1.º Conde de Maém, da qual teve dez filhos e filhas e da qual se divorciou.